# Hylomyscus vulcanorum
Hylomyscus vulcanorum és una espècie de mamífer rosegador de la família dels múrids. Viu a altituds d'entre 1.670 i 3.100 msnm al sud-oest d'Uganda, Ruanda, Burundi i l'est de la República Democràtica del Congo. Pertany al grup H. denniae juntament amb H. endorobae i H. denniae. Fins al 2006 se'l considerava una subespècie d'aquesta última. El seu nom específic, vulcanorum, significa 'dels volcans' en llatí.